# تشارلز أ. ويست
تشارلز أ. ويست (بالإنجليزية: Charles Aaron West)‏ هو مدرب كرة سلة أمريكي، ولد في 13 مارس 1890 في شيروكي في الولايات المتحدة، وتوفي في 29 أكتوبر 1957 في غراند فوركس في الولايات المتحدة.